# Geoffrey Blancaneaux
Geoffrey Blancaneaux (Parijs, 8 augustus 1998) is een Fransse rechtshandige tennisser die in 2016 professional werd. Hij won één challenger in het dubbelspel.

## Palmares

### Dubbelspel
| Nr.                                      | Datum        | Toernooi | Ondergrond | Partner           | Tegenstanders in finale         | Score            | Details |
| ---------------------------------------- | ------------ | -------- | ---------- | ----------------- | ------------------------------- | ---------------- | ------- |
| Gewonnen finales herendubbel challengers |              |          |            |                   |                                 |                  |         |
| 1.                                       | 17 juni 2018 | Lyon     | Gravel     | Elliot Benchetrit | Cheng-Peng Hsieh Luca Margaroli | 6-3, 4-6, [10-7] |         |

## Prestatietabel
| Legenda | Legenda                          |
| ------- | -------------------------------- |
| g.t.    | geen toernooi gehouden           |
| l.c.    | lagere categorie                 |
| –       | niet deelgenomen                 |
| G       | uitgeschakeld in de groepsfase   |
| 1R      | uitgeschakeld in de eerste ronde |
| 2R      | uitgeschakeld in de tweede ronde |
| 3R      | uitgeschakeld in de derde ronde  |
| 4R      | uitgeschakeld in de vierde ronde |
| KF      | uitgeschakeld in de kwartfinale  |
| HF      | uitgeschakeld in de halve finale |
| F       | de finale verloren               |
| W       | het toernooi gewonnen            |
| w-v     | winst/verlies-balans             |

### Dubbelspel
| Grandslamtoernooien   |      |      |
| Australian Open       | –    | –    |
| Roland Garros         | 1R   | 2R   |
| Wimbledon             | –    |      |
| US Open               | –    |      |
| Tennis Masters Cup    |      |      |
| ATP World Tour Finals | –    |      |
| Olympische Spelen     |      |      |
| Olympische Spelen     | g.t. | g.t. |
| Statistieken          |      |      |
| Totaal aantal titels  | 0    | 0    |
| Eindejaarsranking     |      |      |